# 料角坑
料角坑，是新北市雙溪區的一個地名，位於該區西部偏南，範圍大致為泰平里西北部不含最西北端地區。

## 歷史
台灣清治末期，料角坑地區為一街庄，稱為「料角坑庄」，隸屬於文山堡。該庄北與柑腳庄、三叉坑庄為鄰，東與大平庄為鄰，南邊為溪尾藔庄、烏山庄，西南邊為鷺鶿岫庄，西邊為濶瀨庄。
1901年（日治明治三十四年）11月，該庄隸屬於基隆廳，編入第十三區。1905年（明治三十八年）7月，第十三區改名為「太平區」。1920年（大正九年），該庄改制為「料角坑」大字，隸屬於臺北州基隆郡雙溪庄，大字下有「料角坑」、「保成坑」、「糞箕湖」、「贛子坑」小字名。
戰後雙溪庄改制為雙溪鄉，隸屬於臺北縣，大字亦改制為村。2010年（民國99年）12月，臺北縣升格為新北市，雙溪鄉改制為雙溪區，村改制為里。